# Mousheg Mardirossian
Moushegh Mardirossian (armenisch Մուշեղ Մարտիրոսեանի; * in Beirut, Libanon) ist der gegenwärtige Erzbischof der Westlichen Prälatur der Armenischen Apostolischen Kirche in den USA (Katholikat von Kilikien).
Sarkis (Taufname) Mardirossian trat 1969 in das Theologische Seminar des Kilikischen Katholikats in Antelias ein. 1974 wurde er zum Diakon geweiht. Er wirkte als Privatsekretär des Katholikos Choren I. und des Katholikos Karekin II. von Kilikien. 1979 wurde er zum Vardapet promoviert.
Als Seelsorger wirkte er in Griechenland und den USA. Am 3. Mai 1996 wurde er zum Oberhaupt der Westlichen Prälatur gewählt und am 22. Juni 1997 durch Katholikos Aram I. in der Kathedrale zu Antelias zum Bischof ordiniert. 2003 erhielt er den Rang eines Erzbischofs.